# Numb (canção de U2)
"Numb" é uma canção da banda de rock irlandesa U2. É a terceira faixa e primeiro single do álbum Zooropa, sendo lançada como single em 1 de junho de 1993.
O guitarrista The Edge é quem faz o vocal principal nesta canção.

## Faixas
| N.º | Título                      | Duração |  |
| 1.  | "Numb" (Vídeo)              | 4:18    |  |
| 2.  | "Numb" (Vídeo Remix)        | 4:52    |  |
| 3.  | "Love is Blindness" (Vídeo) | 4:23    |  |

## Paradas e posições
| Parada (1993)                                  | Melhor posição |
| ---------------------------------------------- | -------------- |
| Austrália (ARIA)                               | 7              |
| Canadá (RPM Top Singles)                       | 9              |
| Europa (European Hit Radio)                    | 12             |
| Islândia (Íslenski Listinn Topp 40)            | 2              |
| Países Baixos (Single Top 100 Tipparade)       | 15             |
| Nova Zelândia (Recorded Music NZ)              | 13             |
| Reino Unido (Music Week Airplay)               | 23             |
| Estados Unidos (Billboard Radio Songs)         | 61             |
| Estados Unidos (Billboard Alternative Airplay) | 2              |
| Estados Unidos (Billboard Mainstream Rock)     | 18             |
| Estados Unidos (Billboard Mainstream Top 40)   | 39             |

| Parada (1993)                       | Posição |
| ----------------------------------- | ------- |
| Canadá (RPM Top Singles)            | 74      |
| Islândia (Íslenski Listinn Topp 40) | 59      |